# John Henry Comstock
John Henry Comstock (ur. 24 lutego 1849 w Janesville (Wisconsin), zm. 20 marca 1931) – amerykański entomolog i arachnolog. Jego prace stanowiły podstawę do sklasyfikowania motyli, ciem i czerwców.

## Życie
W 1874 ukończył studia na Uniwersytecie Cornella. Studiował również na Uniwersytecie Yale i Uniwersytecie Lipskim. W 1878 poślubił Annę Botsford, zajmującą się grawerstwem w drewnie, która ilustrowała wiele z jego artykułów. Został profesorem Uniwersytetu Cornella.

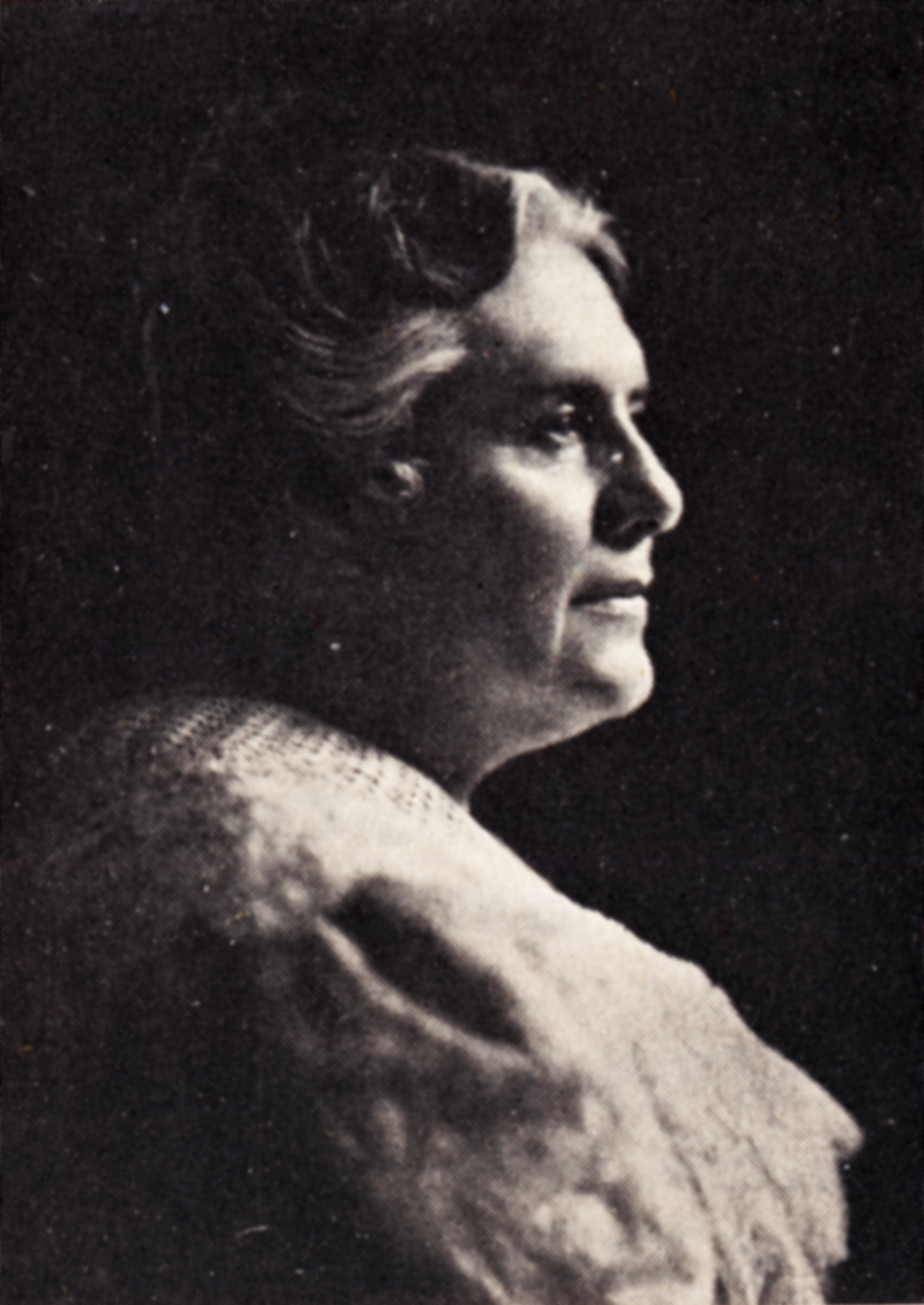
Anna Botsford Comstock

Doznał wylewu 5 sierpnia 1926 roku i żył z niepełnosprawnością, aż do śmierci.

## Twórczość
Najbardziej rozpoznawanym dziełem Comstocka jest stworzony przez niego, wraz z Jamesem Needhamem, system użyłkowania skrzydeł owadów.
Publikował też liczne artykuły, w tym:
- A Manual for the study of insects (1930) ilustrowany przez jego żonę, Annę Botsford Comstock
- The Spider book: a manual for the study of the spiders and near relatives (1912)
- Introduction to Entomology (1908)
- Notes on Entomology (Ithaca, 1875)
- Annual Reports of Entomologist (Washington, 1879–1881)
- Report on Cotton Insects (1879)
- Second Annual Report of the Department of Entomology of Cornell University, wraz z monografią Diaspinae (Ithaca, 1883)
- artykuł o błonkoskrzydłych w „Standard Natural History” (Boston, 1884).